# Andrea Wicklein
Andrea Meta Wicklein geb. Köhler (* 6. März 1958 in Potsdam-Babelsberg) ist eine deutsche Politikerin (SPD). Sie war von 2002 bis 2017 Mitglied des Deutschen Bundestages und dort von 2006 bis 2009 Sprecherin der Arbeitsgruppe Aufbau Ost der SPD-Bundestagsfraktion. Ab 2011 war sie Beauftragte der SPD-Bundestagsfraktion für den Mittelstand/Freie Berufe.

## Leben und Beruf
Nach dem Besuch der Polytechnischen Oberschule (POS) absolvierte Andrea Wicklein von 1974 bis 1977 eine Lehre zur Fachverkäuferin mit Abitur. Danach war sie bis 1979 als Mitarbeiterin und von 1980 bis 1982 als Lehrmeisterin in der Berufsausbildung der Handelsorganisation (HO) tätig. Nebenberuflich absolvierte Andrea Wicklein von 1978 bis 1984 ein Fernstudium an der Hochschule Leipzig, welches sie als Diplom-Ökonomin beendete. Nachdem sie ab 1989 als Lehrerin für Erwachsenenbildung in der Betriebsakademie der HO Potsdam tätig gewesen war, wurde sie mit der Auflösung der HO 1990 arbeitslos. Im Jahr 1991 war sie kurzzeitig wieder als Verkäuferin tätig und begann noch im selben Jahr mit ihrer Tätigkeit als Beraterin bei der Bürgerberatung Brandenburg. 1992 wechselte sie als Mitarbeiterin in das Büro des Bundestagsabgeordneten Emil Schnell und war anschließend von 2000 bis 2002 Referentin für Öffentlichkeitsarbeit bei der SPD-Landtagsfraktion Brandenburg.

## Partei
Andrea Wicklein trat im Jahr 1992 in die SPD ein und gehörte von 1994 bis 2002 dem Vorstand des SPD-Kreisverbandes Potsdam an; von 2000 bis 2002 als stellvertretende Vorsitzende.

## Abgeordnete
In den Jahren 2003 bis 2005 gehörte Andrea Wicklein der Stadtverordnetenversammlung von Potsdam an.
Ab 2002 war sie Mitglied des Deutschen Bundestages. Hier war sie von September 2004 bis Oktober 2005 stellvertretende Sprecherin der Arbeitsgruppe Bildung und Forschung der SPD-Bundestagsfraktion. Ab November 2005 amtierte sie als stellvertretende Sprecherin der Landesgruppe Brandenburg und ab Februar 2006 Sprecherin der Fraktionsarbeitsgruppe Aufbau Ost.
Ab November 2005 war sie außerdem Obfrau der SPD-Fraktion im Unterausschuss Regionale Wirtschaftspolitik des Bundestagsausschusses für Wirtschaft und Technologie.
Andrea Wicklein zog bei den Bundestagswahlen 2002, 2005 und 2009 als direkt gewählte Abgeordnete des Wahlkreises Potsdam – Potsdam-Mittelmark II – Teltow-Fläming II in den Bundestag ein. 2002 erreichte sie hier 41,8 %, 2005 40,7 % und 2009 28,7 % der Erststimmen. Bei der Bundestagswahl 2013 verpasste sie mit einem Erststimmenanteil von 32,2 % den Einzug als Direktkandidatin und zog über die Landesliste der SPD ins Parlament ein. Bei der Bundestagswahl 2017 kandidierte Wicklein nicht mehr.